# KN-08
El KN-08, també conegut com a Rodong-C (노동-C) o Hwasong-13 (화성-13), és un míssil balístic intercontinental transportable per carretera que està sent desenvolupat per Corea del Nord. Els canvis observats en la maqueta exposada l'octubre del 2015 indicaren que el disseny del míssil havia passat de tres trams a dos. Es creu que podria entrar en servei cap al 2020.